# دروبر
دروبر (به آلمانی: Drüber) یک منطقهٔ مسکونی در آلمان است که در آینبک واقع شده‌است. دروبر ۴۹۴ نفر جمعیت دارد.